# Le Grand Voyage de la vie
Pour plus de détails, voir Fiche technique et Distribution.
Le Grand Voyage de la vie (Das Ende ist mein Anfang) est un film allemand de Jo Baier sorti en 2010, adapté du livre La fin est mon commencement (La fine è il mio inizio) du journaliste italien Tiziano Terzani.

## Synopsis
Le journaliste italien Tiziano Terzani, à la fin de sa vie après avoir voyagé et vécu dans de nombreux pays, décide de se retirer du monde. Il fait venir son fils et lui transmet son expérience, sa sagesse et son humanité.

## Fiche technique
- Titre original : Das Ende ist mein Anfang
- Titre anglais : The End Is My Beginning
- Réalisation : Jo Baier
- Scénario : Folco Terzani, Ulrich Limmer, d'après le livre de Tiziano Terzani
- Lieu de tournage : Toscane, Italie
- Image : Judith Kaufmann
- Musique : Ludovico Einaudi
- Montage : Claus Wehlisch
- Pays de production :  Allemagne
- Dates de sortie :
  - Allemagne : 7 octobre 2010
  - Italie : 1er avril 2011

## Distribution
- Bruno Ganz : Tiziano Terzani
- Elio Germano : Folco Terzani
- Erika Pluhar : Angela Terzani
- Andrea Osvárt : Saskia Terzani

## Critiques
Pour Télérama, l'acteur Bruno Ganz à un rôle « immense » dans ce film, en « vieil homme mû par un idéal antique de maîtrise de soi qui tente de chorégraphier sa propre mort ».